# Kristián Cást
Kristián Cást OFM (?-1744), též Cast nebo Kast byl františkán a teolog působící v českých zemích. V blíže nezjištěném františkánském konventu byl kvardiánem, jako lektor teologie působil na řádových klášterních studiích. Vyučoval mimo jiné polemickou teologii shromažďující neshody mezi křesťanskými konfesemi a proudy a hledající argumenty pro katolickou stranu.
Františkán a lektor teologie Kristián Cást autorem příručky kontroversistické teologie: Discursus controversisticus vytištěné ve vratislavské jezuitské tiskárně roku 1736. Kniha věnovaná hraběti Františku Václavu z Vrtby (1671-1750) je sice psána latinsky a předpokládá tak čtenáře s jistou úrovni vzdělání, nejde ale o klasickou kněžskou učebnici. Dle předmluvy se zdá, že cílovým čtenářem měl být již vysvěcený kněz, který se setkával v okolí s protestantskou protikatolickou argumentací a byl nucen jí nejen čelit, ale také prostým a jasným způsobem vysvětlovat katolické učení. V přehledně roztříděných kapitolách se tak Cást zaměřil na definici „pravé“ církve, její autoritu, apoštolskou posloupnost, nemožnost spasení mimo církev, herezi, autoritu papeže, svátosti, zejména eucharistii nebo kult svatých. Podle dochování ve fondech knihoven františkánských klášterů byl Cástův více než pětisetstránkový „Discursus“ takto či již dříve během studií přinejmenším mezi františkány nejen ve Slezsku ale i v dalších výrazněji německy mluvících oblastech českých zemí běžně využíván.
Podle starších popisů literární činnosti františkánů napsal bratr Kristián údajně učebnici nebo příručku Selectae quaestiones Theologo-Polemicae vydanou roku 1730 ve Vratislavi. 
Kristián Cást zemřel 27. září 1744 v Plzni.